# Axel Graf Bülow

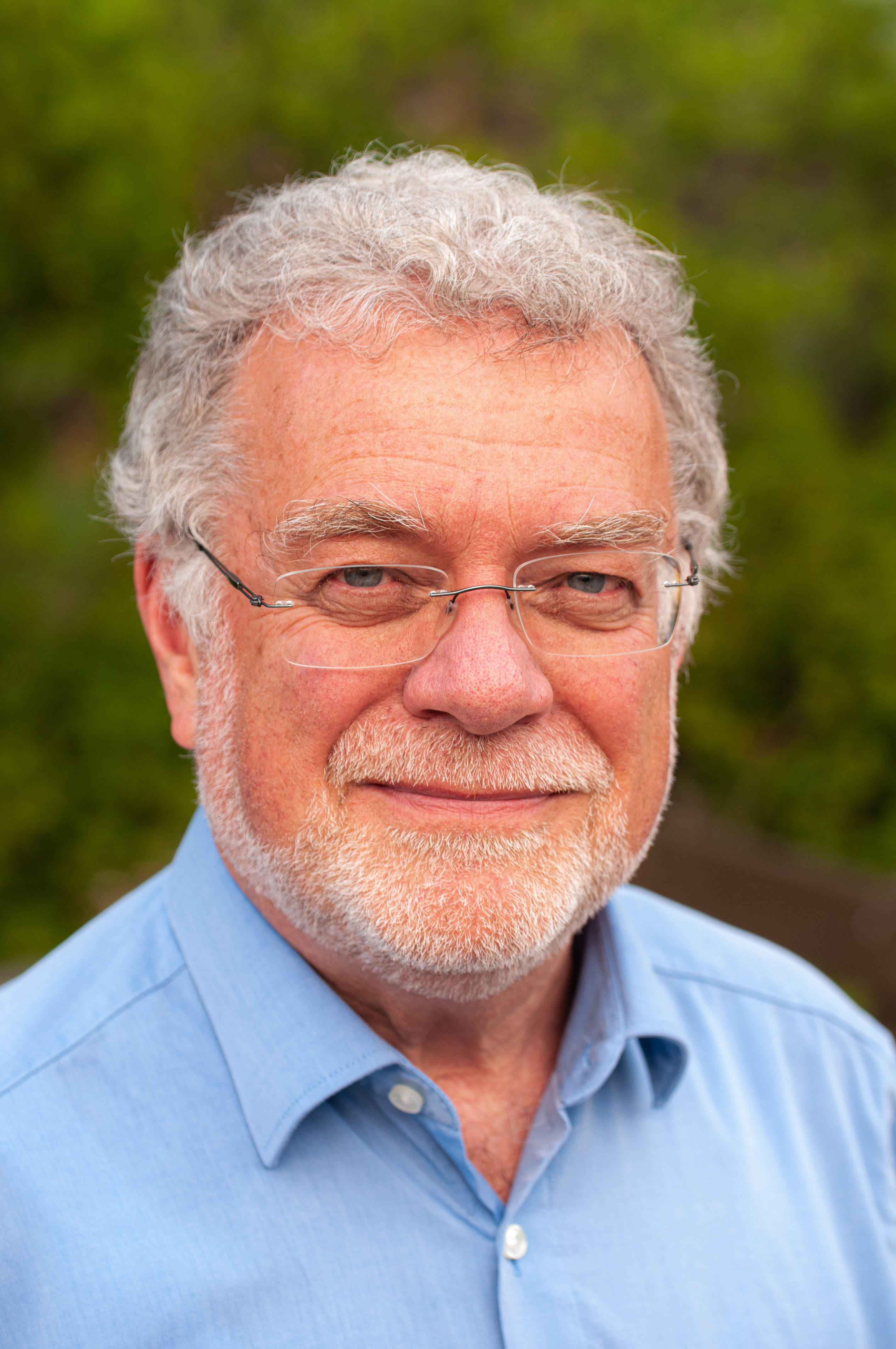
Axel Graf Bülow (2019)

Axel Graf Bülow (* 9. November 1952 in Evessen) ist ein deutscher Politiker (FDP). Bülow war von 2014 bis 2019 Vorsitzender des FDP-Landesverbandes Brandenburg. Als Hauptgeschäftsführer des Bundesverbandes Freier Tankstellen und unabhängiger Deutscher Mineralölhändler war er als Lobbyist tätig.

## Ausbildung und Beruf
Bülow, Nachkomme des preußischen Generals Friedrich Wilhelm Graf Bülow von Dennewitz, wurde in der Nähe von Wolfenbüttel geboren. Die Vorfahren väterlicherseits waren zumeist Offiziere oder wie in einem Fall als Kammerjunker Hofbeamter und betrieben seit 1815 mit Grünhoff im ostpreußischen Kreis Fischhausen ein Dotationsgut, welches 1842 zum Familienfideikommiss bestimmt wurde. Sein Vater war ein nachgeborener Sohn eines dieser Gutsbesitzer und Oberleutnant a. D. Manfred Graf Bülow, seine Mutter war Olga Kramer, Tochter des Kremlinger Landwirts Gustav Kramer und der Agnes Böhmstedt. Axel Graf Bülow wuchs in seiner Jugend im Rheinland auf.
Nach dem Abitur in Siegburg studierte Bülow in Kiel und Bonn Rechtswissenschaften. Er beendete das Studium im Alter von 31 Jahren mit dem ersten juristischen Staatsexamen. Anstelle des Eintritts in den Referendardienst, der Voraussetzung für eine spätere Tätigkeit als Richter oder Rechtsanwalt ist, nahm Bülow eine Tätigkeit als Assistent der Geschäftsführung beim Deutschen Taxi- und Mietwagenverband e. V. in Bonn auf. Dort war er zuvor bereits als studentische Hilfskraft tätig. Von Dezember 1984 bis Juli 2018 war Bülow Hauptgeschäftsführer des Bundesverbandes Freier Tankstellen und unabhängiger Deutscher Mineralölhändler e. V.
Zu den wichtigen Erfolgen Bülows zählt der Bundesverband Freier Tankstellen insbesondere eine Anfang der 1990er Jahre erfolgte Änderung im Steuerrecht, nach der insbesondere Tankstellenbetreibern im Fall eines Konkurses die Energiesteuer zurückerstattet wird.
Seit 2006 lebt Bülow mit seiner Frau Petra von Bülow, die als Assistentin ihres Mannes in der Geschäftsstelle des Bundesverbandes Freier Tankstellen tätig ist, in Potsdam.

## Brief an das Regime Saddam Husseins
Große mediale Aufmerksamkeit erzielte ein Schreiben Bülows an das damalige irakische Regime unter Saddam Hussein im Jahr 2001. Bülow war als Hauptgeschäftsführer des Bundesverbandes Freier Tankstellen daran gelegen, ein nach dem von Saddam begonnenen Golfkrieg verhängtes Embargo gegen den Irak zu durchbrechen und Öllieferungen an die Mitgliedsunternehmen seines Verbandes zu ermöglichen. Bülow versicherte in dem Schreiben, der Verband werde

„immer an der Seite des irakischen Volkes und seines großen Führer Saddam Hussein … stehen, um das Embargo der Tyrannen zu brechen, die Rechte des irakischen Volkes zu unterstützen und alle Feinde des großen Irak zu bekämpfen. … Wir beten zu Gott, dem Allmächtigen, auf dass er das Volk des Irak und seinen großen Führer Saddam Hussein gegen alle Feinde von Recht und Gesetz unterstütze.“

## Politik
Bülow trat im März 1998 in die FDP ein. Von 1998 bis 2006 war er Mitglied des Vorstands im FDP-Ortsverband Alfter (Rhein-Sieg-Kreis, NRW), von 2000 bis 2006 Vorsitzender des Ortsverbandes Alfter. 2006 wechselte er in den Kreisverband Potsdam und ist seit 2010 Mitglied des Kreisvorstandes der FDP Potsdam. Im November 2014 wurde Bülow zum Vorsitzenden des FDP-Landesverbandes Brandenburg gewählt. Seine Wahl folgte der Empfehlung einer Findungskommission, die von dem früheren brandenburgischen FDP-Vorsitzenden Gregor Beyer und dessen Stellvertreter Andreas Büttner initiiert worden war, nachdem der Wiedereinzug der Partei in den Landtag mit einem Ergebnis von 1,5 % der Stimmen gescheitert war. Im März 2015 wurde Bülow in seinem Amt bestätigt und in den Bundesvorstand der FDP gewählt. Auf dem Landesparteitag am 30. November 2019 in Wildau erklärte er seinen Rücktritt vom Landesvorsitz.
Zur Bundestagswahl 2017 wollte Bülow Spitzenkandidat auf der Landesliste der FDP Brandenburg werden, verlor die Abstimmung auf dem Landesparteitag im November 2016 jedoch gegen Linda Teuteberg, die schließlich in den 19. Deutschen Bundestag einzog.
Mit der Landesvertreterversammlung in Wildau im Februar 2019 wählten die Delegierten der Partei Bülow auf Listenplatz 2 der Landesliste zur Landtagswahl in Brandenburg. Auf die Spitzenkandidatur hatte er zuvor zugunsten anderer Bewerber verzichtet.
Zu Bülows politischen Interessengebieten gehört die Energiepolitik, insbesondere der Einsatz fossiler Brennstoffe:

„Allen Prognosen zum Trotz wage ich die eigene Prognose, dass wir uns bis 2050 und noch einige Jahrzehnte darüber hinaus nicht vom Öl verabschieden können, weil ernsthafte Alternativen nicht zur Verfügung stehen und weil unsere Wettbewerbsfähigkeit und damit unser Wohlstand erheblich beeinträchtigt werden würde.“

Bülow setzt sich für die Fortsetzung der Braunkohleförderung ein:

„Ein Leben ohne Braunkohle ist möglich, aber noch auf lange Sicht sinnlos.“

Ebenso setzt sich Bülow gegen Rechtsradikalismus ein:

„Die subtile Aushöhlung unserer Freiheitlichen Gesellschaftsordnung mit völkischen Parolen und wiederholten fremdenfeindlichen Äußerungen bergen die akute Gefahr, dass diese Meinungen in unserer Gesellschaft mehr und mehr hoffähig werden.“

## Mitgliedschaften
Bülow ist Mitglied bei den Liberalen Senioren (LiS) und Beisitzer im Vorstand deutschen Sektion von Liberal International (LI).
Bülow ist ferner Mitglied im Verein Pro Sehen, der sich für die Inklusion sehbehinderter Kinder und Jugendlicher einsetzt, der Johanniter Unfallhilfe, der Fördergemeinschaft Deutscher Kinderherzzentren e. V., der Deutschen Depuytren Gesellschaft e. V. sowie der Deutschen Wissenschaftlichen Gesellschaft für Erdöl, Erdgas und Kohle e. V.
Bülow war im September 2016 Mitinitiator der Volksinitiative „Bürgernähe erhalten – Kreisreform stoppen“ gegen die für 2019 geplante Kreisgebietsreform in Brandenburg, die Anfang November 2017 zur Rücknahme dieser Pläne führte.

## Genealogie
- Henning von Bülow: Bülowsches Familienbuch. Band III, Hrsg. Bülowscher Familien-Verband, Kunst- und Buchdruckerei Mühlthalter München, Aumühle 1994, S. 378 f.
- Hans Friedrich von Ehrenkrook, Friedrich Wilhelm Euler, Walter von Hueck et al.: Genealogisches Handbuch der Gräflichen Häuser A. (Uradel) 1955. Band II, Band 10 der Gesamtreihe GHdA. Hrsg. Deutsches Adelsarchiv. C. A. Starke Verlag, Glücksburg (Ostsee) 1955, S. 72 ff.